# Dina Rubina
Dina Ilyinichna Rubina (russsk: Дина Ильинична Рубина – hebraisk: דינה רובינה) (Født 1953 i Tasjkent) er en russisk-israelsk forfatter. Hendes mest berømte værk er Dobbelt efternavn (Двойная фамилия) som for nylig er blevet filmatiseret af den russiske tv-kanal Kanal et.
Rubina bor i Israel og skriver på russisk.